# Canton de Saint-Germain-Lembron
Le canton de Saint-Germain-Lembron était une division administrative française située dans le département du Puy-de-Dôme et la région Auvergne. À la suite du redécoupage des cantons dans le département, appliqué par un décret, les communes composant le canton ont été rattachées au nouveau canton de Brassac-les-Mines (son chef-lieu faisant partie de l'ancien canton de Jumeaux).

## Géographie
Ce canton est organisé autour de Saint-Germain-Lembron dans l'arrondissement d'Issoire. Son altitude varie de 379 mètres (Nonette) à 790 mètres (Saint-Gervazy) pour une altitude moyenne de 454 mètres.

## Histoire
De 1833 à 1848, les cantons d'Ardes et de Saint-Germain-Lembron avaient le même conseiller général. Le nombre de conseillers généraux était limité à 30 par département.
Les redécoupages des arrondissements intervenus en 1926 et 1942 n'ont pas affecté le canton de Saint-Germain-Lembron.
Le canton a été supprimé à la suite du redécoupage des cantons du Puy-de-Dôme, appliqué le 25 février 2014 par décret. Les 16 communes intègrent le nouveau canton de Brassac-les-Mines.

## Représentation

### Conseillers généraux de 1833 à 2015
| Période | Période      | Identité                                          | Étiquette                | Qualité |
| ------- | ------------ | ------------------------------------------------- | ------------------------ | --- |
| 1833    | 1847 (décès) | François Martin Valentin Baron Simmer (1776-1847) | Gauche                   | Militaire (maréchal de camp) Député de la Moselle (1828-1839)                                                                                   |
| 1848    | 1864 (décès) | Bertrand Dorlhac (1791-1864)                      |                          | Avocat à Issoire, conseiller d'arrondissement - Président du tribunal civil du Puy Président du Conseil Général (1848-1849)                     |
| 1864    | 1898 (décès) | François Girot-Pouzol                             | Républicain              | Avocat, propriétaire du château de Sansac à Chalus Député (1865-1869, 1871-1885) Sénateur (1885-1891)                                           |
| 1898    | 1907         | Antoine Porte                                     | Républicain Conservateur | Notaire Maire de Saint-Germain-Lembron |
| 1907    | 1925         | Jean-Baptiste Pakowski                            | Rad.                     | Propriétaire à Saint-Germain-Lembron |
| 1925    | 1940         | Emile Dousset                                     | Rad.                     | Industriel Maire du Breuil-sur-Couze Nommé membre de la Commission administrative départementale en 1941 Nommé conseiller départemental en 1942 |
|         |              |                                                   |                          | |
| 1945    | 1951         | Marcel Bérard                                     | SFIO                     | Négociant - Maire de Nonette |
| 1951    | 1958         | Jules Pakowski                                    | RGR                      | Médecin, ancien interne des hôpitaux de Paris                                                                                                   |
| 1958    | 1964         | M. Guillon                                        | Rad.                     | |
| 1964    | 1976 (décès) | Benoit Victor Bard                                | SFIO puis PS             | |
| 1976    | 1994         | Maurice Boudon                                    | PS                       | Directeur de collège Maire de Saint-Germain-Lembron                                                                                             |
| 1994    | 2015         | Maurice Mestre (1942-2024)                        | PS puis DVG              | Retraité de l'Education Nationale Maire de Charbonnier-les-Mines jusqu'en 2008                                                                  |

### Conseillers d'arrondissement (de 1833 à 1940)
| Période                                  | Période      | Identité                                                | Étiquette | Qualité |
| ---------------------------------------- | ------------ | ------------------------------------------------------- | --------- | --- |
| 1833                                     | 1839         | Bertrand Dorlhac                                        |           | Avocat, conseiller municipal d'Issoire                                                                      |
| 1839                                     | 1845         | Michel-Guillaume Chabrier de La Salle (1790-1851)       |           | Propriétaire à Saint-Germain-Lembron                                                                        |
| 1845                                     | 1848         | Étienne-Gustave-Odilon Costet fils                      |           | Maire de Collanges                                                                                          |
| 1848                                     | 1852         | Hippolyte-Auguste de Chalembel (1812-1892)              |           | Propriétaire à Saint-Germain-Lembron                                                                        |
| 1852                                     | 1861         | Frédéric Vernière-Dorlhac                               |           | Notaire, maire de Saint-Germain-Lembron                                                                     |
| 1861                                     | 1867         | Étienne-Gustave-Odilon Costet fils                      |           | Maire de Collanges                                                                                          |
| 1867                                     | 1871         | Léon Vernière                                           |           | Avocat, propriétaire à Saint-Germain-Lembron                                                                |
| 1871                                     | 1883         | Hippolyte-Auguste de Chalembel                          |           | Propriétaire à Saint-Germain-Lembron                                                                        |
| 1883                                     | 1891 (décès) | Ernest Verdier                                          |           | Maire de Saint-Germain-Lembron                                                                              |
| 1891                                     | 1904         | François-Claudius de Chalambel (fils d'H. de Chalembel) |           | Suppléant du juge de paix, propriétaire rentier à Saint-Germain-Lembron                                     |
| 1904                                     | 1928         | Antoine-Gabriel Riocros                                 | Radical   | Propriétaire à Saint-Germain-Lembron                                                                        |
| 1928                                     | 1940         | Julien Marchadier                                       | Radical   | Instituteur, secrétaire de la mutualité scolaire, Saint-Germain-Lembron                                     |
| 1940                                     |              |                                                         |           | Les conseils d'arrondissement ont été suspendus par la loi du 12 octobre 1940 et n'ont jamais été réactivés |
| Les données manquantes sont à compléter. |              |                                                         |           | |

## Composition
Le canton de Saint-Germain-Lembron groupait 16 communes et comptait 7 294 habitants en 2012 (population municipale).
| Nom                               | Code Insee | Intercommunalité           | Population (dernière pop. légale) |
| --------------------------------- | ---------- | -------------------------- | --------------------------------- |
| Saint-Germain-Lembron (chef-lieu) | 63352      | CA Agglo Pays d'Issoire    | 1 921 (2014)                      |
| Antoingt                          | 63005      | CA Agglo Pays d'Issoire    | 386 (2014)                        |
| Beaulieu                          | 63031      | CA Agglo Pays d'Issoire    | 404 (2014)                        |
| Boudes                            | 63046      | CA Agglo Pays d'Issoire    | 279 (2014)                        |
| Le Breuil-sur-Couze               | 63052      | CA Agglo Pays d'Issoire    | 1 061 (2014)                      |
| Chalus                            | 63074      | CA Agglo Pays d'Issoire    | 177 (2014)                        |
| Charbonnier-les-Mines             | 63091      | CA Agglo Pays d'Issoire    | 906 (2014)                        |
| Collanges                         | 63114      | CA Agglo Pays d'Issoire    | 147 (2014)                        |
| Gignat                            | 63166      | CA Agglo Pays d'Issoire    | 244 (2014)                        |
| Mareugheol                        | 63209      | CA Agglo Pays d'Issoire    | 187 (2014)                        |
| Moriat                            | 63242      | CA Agglo Pays d'Issoire    | 367 (2014)                        |
| Nonette                           | 63P03      | CC du Lembron Val d'Allier | 344 (2013)                        |
| Orsonnette                        | 63266      | CC du Lembron Val d'Allier | 193 (2013)                        |
| Saint-Gervazy                     | 63356      | CA Agglo Pays d'Issoire    | 317 (2014)                        |
| Vichel                            | 63456      | CA Agglo Pays d'Issoire    | 327 (2014)                        |
| Villeneuve                        | 63458      | CA Agglo Pays d'Issoire    | 163 (2014)                        |

## Démographie
| 1962  | 1968  | 1975  | 1982  | 1990  | 1999  | 2006  | 2011  | 2012  |
| ----- | ----- | ----- | ----- | ----- | ----- | ----- | ----- | ----- |
| 6 277 | 6 288 | 6 388 | 6 390 | 6 298 | 6 435 | 6 868 | 7 217 | 7 294 |